# Koptos-Dekret des Nub-cheper-Re Anjotef
Das Koptos-Dekret des Nub-cheper-Re Anjotef (VII.) oder Antef V. ist eine in Hieroglyphenschrift verfasste Urkunde aus dem Min-Tempel in Koptos.

## Inhalt des Dekrets
In dem Dekret aus seinem 3. Regierungsjahr verfügt der König Anjotef die Absetzung des Teti, des Bürgermeisters von Koptos und hohen Würdenträgers des Tempels, und die Einsetzung seines Nachfolgers mit Namen Minemhat. Der Grund für die Absetzung liegt in einer schweren Verfehlung des Teti, die jedoch von den Übersetzern des Dekrets unterschiedlich interpretiert wurde. Teti solle einen Aufruhr verursacht haben, er habe Feinde des Königs unterstützt beziehungsweise er habe einen Gegenstand aus dem Besitz des Gottes Min von Koptos gestohlen. Aus dem Wortlaut des Dekrets ist die letztgenannte Interpretation am wahrscheinlichsten herauszulesen. Die Folgen dieser Missetat waren schwerwiegend und weitreichend: der Übeltäter verlor nicht nur seine Ämter und Bezüge an seinen Nachfolger, sondern auch seine Familienangehörigen wurden von diesen Ämtern für die Zukunft ausgeschlossen, wozu der König auch seine eigenen Nachfolger und andere Machthaber verpflichtete.

## Bedeutung des Dekrets
Das Koptos-Dekret stellt für die altägyptische Geschichtsschreibung ein wichtiges Dokument dar. Es enthält bisher den einzigen Hinweis auf die Mindest-Regierungsdauer des Königs Nub-cheper-Re Anjotef. Zudem gibt es Aufschluss auf die Machtstellung des Königs: die Erwähnung von „Machthabern“ lässt den Schluss zu, dass er nicht allein die Macht über ganz Ägypten besaß, ein charakteristisches Zeichen für die Zweite Zwischenzeit des Alten Ägypten.

## Wortlaut des Dekrets (Übersetzung)
Regierungsjahr 3, Monat 3 der Peret-Jahreszeit, Tag 25, unter der Majestät des Königs von Ober- und Unterägypten, Nub-cheper-Re, Sohn des Re: Anjotef, beschenkt mit Leben wie Re, ewiglich.
Königsbefehl an:
- den Siegelbewahrer des Königs von Unterägypten und Bürgermeister von Koptos, Minemhat
- den Sohn des Königs, den Kommandanten von Koptos, Kinen
- den königlichen Siegelbewahrer und (Ankleide-)Priester (des Min) von Koptos, den Tempel-Schreiber des Gottes (Min), Nefer-hetep-ur
- das gesamte Heer von Koptos
- die gesamte diensttuende Priesterschaft des Tempels.

Beachtet: man hat euch diesen Befehl gebracht, damit ihr wissen möget, dass meine Majestät – L.W.G. (die Abkürzungsformel bedeutet Leben, Wohlstand und Gesundheit) – veranlasst hat das Kommen des Schreibers des heiligen Amun-Schatzes, Sa-Amun, und des Amun-user-Re, mit dem Ziel, eine Inspektion im Tempel des Min durchzuführen, denn die Priesterschaft des Tempels meines Vaters Min hat sich an meine Majestät – L.W.G. – gewandt, weil sich ein Vorfall in diesem Tempel ereignet hat: Gestohlen worden ist „Cheftiu“ (Ḫftjw) durch – verflucht werde sein Name – Teti, den Sohn des Minhotep.
[Anmerkung: "Ḫftjw" sind wörtlich „Feinde“, und „gestohlen worden“ ist der Passiv-Modus. –  Zum Kult des Min-Tempels gehörte offenbar eine sehr wertvolle Skulptur mit Feinden des Tempels, die der Gott z. B. im Ritual erschlägt. Diese „Feind-Statue“ oder Teile aus der Gruppe hat Teti gestohlen, um sich zu bereichern].
Man muss ihn zu Boden werfen (seine Rechte annullieren) im Tempel meines Vaters Min, und man veranlasse, dass ihm das Amt entzogen wird und er aus der Stelle im Tempel entfernt wird – von Sohn zu Sohn und von Erbe zu Erbe – indem er ausgesperrt wird. Fortgenommen werde sein Einkommen, seine verbrieften Rechte, sein Trinkwasser und seine Fleischration. Nicht soll man erinnern an seinen Namen in diesem Tempel, wie es gemacht wird mit seinesgleichen, der sich vergangen hat an der Feindstatue (ḫftjw) seines Gottes. Entfernt seine Inschriften aus dem Tempel des Min, aus der Schatzkammer und von jeder Papyrusrolle gleichermaßen.
Was jeden König und jeden Machthaber angeht, der ihm vergeben wird, er wird nicht die Weiße Krone (Oberägyptens) erhalten, noch wird er aufsetzen die Rote Krone Unterägyptens, und nicht soll er sitzen auf dem Horus-Thron der Lebendigen (regierenden Könige). Nicht sollen die beiden Herrinnen (Nebti, die Göttinnen Nechbet und Wadjet) ihm als ihrem Geliebten gnädig zugetan sein. Was alle Befehlshaber betrifft und alle Amtsträger, die sich an den Herrscher – L.W.G. – wenden werden, um ihn zu begnadigen, indem er aufstehe (bestehe), es sollen übertragen werden seine (des Gesuchers) Leute, sein Besitz und seine Felder in das Tempelvermögen meines Vaters Min, des Herren von Koptos.
Weiterhin soll man nicht zulassen, dass jemand von seiner direkten Verwandtschaft und seinen weiteren Angehörigen von seines Vaters oder seiner Mutter Seite gebracht werde in jenes Amt. Und man veranlasse, dass jenes Amt übergeben wird an den Schatzmeister des Königs und Verwaltungsvorsteher "Minemhat". Es werden ihm gegeben dessen (des Amtes) Einkünfte, dessen Speisen, Wasser- und Fleischrationen, indem das Amt auf ihn eingetragen wird im Tempel meines Vaters Min, des Herrn von Koptos, von Sohn zu Sohn und von Erbe zu Erbe.